# Hemitaeniochromis
Hemitaeniochromis — рід прісноводних риб родини Цихлових, до якого входять два види. Ендеміки озера Ньяса.

## Види
- Hemitaeniochromis brachyrhynchus Oliver 2012
- Hemitaeniochromis urotaenia (Regan 1922)